# Johannes Riemann
Johannes Riemann (né le 31 mai 1888 à Berlin, Empire allemand; mort le 30 septembre 1959 à Constance, Allemagne de l'Ouest) fut un acteur, réalisateur et scénariste allemand.

## Biographie
Johannes Riemann fut Staatsschauspieler (de) (acteur d'état) pendant l'ère nazie.

## Filmographie partielle

### Réalisateur
- 1936 : Ave Maria

### Acteur
- 1924 : La Ville sans Juifs de Hans Karl Breslauer
- 1927 : Bigamie de Jaap Speyer
- 1928 : Die Frau auf der Folter de Robert Wiene
- 1931 : Der falsche Ehemann de Johannes Guter
- 1939 : Bel-Ami de Willi Forst
- 1941 : Le Musicien errant (Friedemann Bach)